# Экономика предприятия
Экономика предприятия  (нем. Betriebswirtschaftslehre) — система знаний, связанных с процессом разработки и принятия хозяйственных решений в ходе деятельности предприятия.

## Определение
Экономика предприятия — система знаний, связанных с процессом разработки и принятия хозяйственных решений в ходе деятельности предприятия.
Предприятие является самостоятельным хозяйственным субъектом, целью деятельности которого выступает удовлетворение общественных потребностей и получение прибыли. Предприятие является основным звеном рыночной экономики. Именно предприятие является основным производителем товаров и услуг, основным субъектом рынка, вступающим в различные хозяйственные отношения с другими субъектами. Поэтому экономика предприятия, как система знаний и методов управления хозяйственной деятельностью предприятия, занимает важное место в организации производства и распределения благ в условиях любой экономической системы.
Изучению экономики предприятия уделяется первостепенное внимание при подготовке как экономистов, так и будущих инженеров и специалистов-не экономистов.
Экономика предприятия тесно связана с микроэкономикой и макроэкономикой, но не тождественна им. Отличие от микроэкономики состоит в том, что микроэкономический анализ изучает влияния рынка на отдельное предприятие и в действительности не является исследованием экономики и организации производства на уровне предприятия. В рамках микроэкономического анализа рассматриваются обе стороны рынка: спрос и предложение. С позиций экономики предприятия спрос рассматривается как заданная извне величина.

## Дисциплина
В рамках экономики предприятия обычно рассматривают следующие разделы знаний в области экономики:
1. Производственная структура предприятия, во взаимосвязке с типом производства, организация производственного цикла;
2. Формирование основных и оборотных фондов, использование капитала, получение и распределение доходов (прибыли) предприятия;
3. Разработка стратегии хозяйственной деятельности предприятия, планирование производства и реализации продукции;
4. Формирование издержек производства, калькуляция себестоимости продукции, формирование ценовой политики предприятия;
5. Финансовые ресурсы предприятия, эффективность хозяйственной деятельности, оценка риска в предпринимательстве;
6. Экономика труда на предприятии, подбор кадров и приём их на работу, организация труда, система оплаты труда, вопросы стимулирования повышения производительности труда;
7. Вопросы материально-технического обеспечения производства: поставка сырья, материалов, формирование запасов и рациональное их использование;
8. Вопросы технической подготовки производства и создания необходимой производственной инфраструктуры;
9. Инновационная деятельность предприятия, качество продукции, инвестиционная политика предприятия, вопросы экологии;
10. Внешнеэкономическая деятельность предприятия;
11. Организация процесса управления предприятием в целом[6].